# Paraniphona niphonoides
Paraniphona niphonoides är en skalbaggsart som beskrevs av Stefan von Breuning 1970. Paraniphona niphonoides ingår i släktet Paraniphona och familjen långhorningar. Inga underarter finns listade i Catalogue of Life.